# Conus discrepans
Conus discrepans é uma espécie de gastrópode do gênero Conus, pertencente a família Conidae.